# Wang Qianyi
Wang Qianyi (王芊懿S, Wáng QiānyìP; Shenzhen, 16 gennaio 1997) è una sincronetta cinese.

## Biografia
È la sorella gemella di Wang Liuyi, che è anche la sua compagna di squadra.

## Palmarès
- Giochi olimpici

Parigi 2024: oro nella gara a squadre.
- Mondiali

Budapest 2017: oro nel libero combinato, argento nella gara a squadre (programma tecnico).
Gwangju 2019: argento nella gara a squadre (programma tecnico) e nel libero combinato.
Budapest 2022: oro nel duo libero, nel duo tecnico, nella gara a squadre (programma tecnico) e nella gara a squadre (programma libero).
Fukuoka 2023: oro nella gara a squadre (programma libero), argento nel duo libero.
Doha 2024: oro nella gara a squadre acrobatico, nella gara a squadre programma tecnico, nel duo tecnico e nel duo libero.
- Giochi asiatici

Giacarta 2018: oro nella gara a squadre.
- Mondiali giovanili

Tampere 2014: bronzo nel duo, nella gara a squadre e nel libero combinato.

### Coppa del Mondo
- 5 podi:
  - 1 secondo posto (1 nella gara a squadre)
  - 4 vittorie (2 nel duo e 2 nella gara a squadre)

#### Coppa del mondo - vittorie
| Data          | Luogo       | Paese   | Disciplina   |
| ------------- | ----------- | ------- | ------------ |
| 5 maggio 2023 | Montpellier | Francia | Duo tecnico  |
| 6 maggio 2023 | Montpellier | Francia | Team tecnico |
| 6 aprile 2024 | Pechino     | Cina    | Duo tecnico  |
| 6 aprile 2024 | Pechino     | Cina    | Team libero  |